# Manel Signes Beltrí
Manel Signes Beltrí   (Barcelona, 19 de setembre de 2000) és un jugador de bàsquet català. Amb els seus 1,97 metres d'alçada, juga en la posició d'aler. La temporada 2020-21 juga al Club Bàsquet Prat de la Lliga LEB Plata.

## Carrera esportiva
Es va formar a les categories inferiors del Club Joventut Badalona, entrenant des del 2016 a les ordres de Dani Miret a l'equip júnior del club. La temporada 2018-19 va jugar com a vinculat al CB Arenys de la lliga EBA amb una mitjana de 18,6 crèdits de valoració, disputant també fins a 7 partits al Club Bàsquet Prat de LEB Or, novament sota les ordres de Miret. La temporada 2019-20 passa a ser jugador del CB Prat, aquest cop a LEB Plata, com a vinculat de la Penya i la temporada 2020-21 passa a ser jugador del Club Bàsquet Cornellà del Prat.

### Internacional
Ha estat internacional en les categories inferiors, sent Campió d'Europa sub16 a Polònia l'any 2016, i aconseguint la medalla de plata a Bratislava amb la sub18 l'any 2017 i la medalla d'or a Grècia amb la Selecció Espanyola sub21 l'any 2019.